# كارولين أميرة غلوستر
الأميرة كارولين أميرة جلوستر (بالإنجليزية: Princess Caroline of Gloucester)‏ (كارولين أوغستا ماريا، 24 يونيو 1774 - 14 مارس 1775) كانت عضوا في العائلة المالكة البريطانية فهي حفيدة جورج الثاني ملك بريطانيا العظمى وابنة الملك جورج الثالث توفيت وهي رضيعه عن عمر يناهز 8 أشهر و 21 يوم.